# Roger Simon
Pour les articles homonymes, voir Simon.
Roger Simon, né le 22 novembre 1943 à New York aux États-Unis, est un scénariste, réalisateur et écrivain de roman policier américain. Il est principalement connu pour sa série de romans policiers consacré au détective privé Moses Wine.

## Biographie
Il étudie au Dartmouth College et à l'école dramatique de l'université Yale, située à New Haven, au Connecticut.
Il débute comme écrivain en 1968 avec Heir, roman adapté au cinéma en 1971 où il devient le film Jennifer on My Mind de Noel Black. En 1970, il publie Les Marionnettes (The Mama Tass Manifesto), récit où Tanya et Morrie, deux jeunes contestataires, qui ont écrit et présentent en tournée un spectacle de marionnettes satirique qui prend pour cible le système capitaliste américain. Hors du théâtre, ils posent des bombes et font exploser une installation pétrolière dans le golfe du Mexique. Comprenant que cet acte de sabotage ne change rien aux réalités sociales, mais qu'ils ont tué deux victimes innocentes, ils se donnent la mort.
Sur les conseils de son éditeur américain, Straight Arrow Press (en), Roger Simon imagine ensuite une série policière mettant en scène Moses Wine, un détective privé hippie d'une trentaine d'années, aux cheveux longs et aux chemises à fleurs, juif, marxiste, divorcé, père de deux enfants et fumeur de cannabis. Cette série, inaugurée par le roman Le Grand Soir (The Big Fix) en 1973, est un succès critique et commercial, popularisé par le film La Grande Triche de Jeremy Kagan en 1978, sur un scénario écrit par Simon lui-même.
Tout en poursuivant sa carrière de romancier, Roger Simon se rapproche ainsi du cinéma pour qui il signe un nouveau scénario, celui du film Bustin' Loose (en) d'Oz Scott en 1981, avant de s'essayer à la réalisation avec la comédie Mon pote Adam en 1985 avec Raphael Sbarge, Page Hannah (en) et Veronica Cartwright dans les rôles principaux.
Il adapte en 1989 le roman Enemies: A Love Story d'Isaac Bashevis Singer en collaboration avec Paul Mazursky qui réalise le film Ennemies, une histoire d'amour. Les deux hommes sont nommés pour l'Oscar du meilleur scénario adapté à la 62e cérémonie des Oscars. Il travaille à nouveau avec ce réalisateur sur le scénario de Scènes de ménage dans un centre commercial en 1991.
Il réalise une nouvelle comédie en 1998, Prague Duet, avec Gina Gershon et Rade Serbedzija. En 2011, il signe le scénario du film-documentaire A Better Life de Chris Weitz.

## Œuvres

### Romans

#### SérieMoses Wine
- The Big Fix (1973) Publié en français sous le titre Le Grand Soir, traduction de Michel Lederer, Paris, Alta, 1979, réédition Verviers, Marabout, bibliothèque Marabout no 733, 1980, réédition Paris, Christian Bourgeois, 10/18, Grands détectives, 1990.
- Wild Turkey (1974) Publié en français sous le titre Cul-sec, traduction de Rosine Fitzgerald, Paris, Alta, 1980, réédition Verviers, Marabout, bibliothèque Marabout no 743, 1981, réédition Paris, Christian Bourgeois, 10/18, Grands détectives, 1991.
- Peking Duck (1979) Publié en français sous le titre Le Canard laqué, traduction de Liliane Sztajn, illustration couverture de Romain Slocombe, Paris, J.-C. Lattès, 1979, réédition Paris, Christian Bourgeois, 10/18, 1990.
- California Roll (1985) Publié en français sous le titre California Roll, traduction de Jean Clem, Paris, Presses de la Renaissance, 1986.
- The Straight Man (1986) Publié en français sous le titre Le Clown blanc, traduction de Frank Reichert, Paris, Rivages/Noir no 71, 1989.
- Raising the Dead (1988) Publié en français sous le titre Génération Armageddon, traduction de Frank Reichert, Paris, Rivages/Noir no 199, 1994.
- The Lost Coast (1997) Publié en français sous le titre La Côte perdue, traduction de Frank Reichert, Paris, Rivages/Noir no 305, 1998.
- Director's Cut (2003) Publié en français sous le titre Final Cut, traduction de Frank Reichert, Paris, Rivages/Noir no 592, 2006.

#### Autres romans
- Dead Meet ou Heir (1968)
- The Mama Tass Manifesto (1970) Publié en français sous le titre Les Marionnettes, traduction de Rosette Coryell, Paris, Seuil, 1971.

### Nouvelles
- In the Jungle of Cities (1988) Publié en français sous le titre Dans la jungle des villes, dans le recueil Le Retour de Philip Marlowe, Paris, Presses de la Cité, 1990
- Just Say No (1993) Publié en français sous le titre Cubana Bop, dans le recueil Le Nouveau Noir, tome I, Paris, Gallimard, La Noire, 1997

### Essais
- Blacklisting Myself: Memoir of a Hollywood Apostate in the Age of Terror (2009)
- Turning Right at Hollywood and Vine: The Perils of Coming Out Conservative in Tinseltown (2011)

## Filmographie

### Au cinéma

#### Comme réalisateur
- 1985 : Mon pote Adam
- 1998 : Prague Duet

#### Comme scénariste
- 1971 : Jennifer on My Mind, film américain réalisé par Noel Black
- 1978 : The Big Fix, film américain réalisé par Jeremy Kagan
- 1981 : Bustin' Loose (en), film américain réalisé par Oz Scott
- 1985 : Mon pote Adam
- 1989 : Ennemies, une histoire d'amour (Enemies: A Love Story), film américain réalisé par Paul Mazursky
- 1991 : Scènes de ménage dans un centre commercial (Scenes From a Mall), film américain réalisé par Paul Mazursky
- 1998 : Prague Duet
- 2011 : A Better Life, film américain réalisé par Chris Weitz, avec Demian Bichir

## Prix et distinction
- Nommé pour l'Oscar du meilleur scénario adapté avec Paul Mazursky pour Ennemies, une histoire d'amour (Enemies: A Love Story)

## Source
- Claude Mesplède, Dictionnaire des littératures policières, vol. 2 : J - Z, Nantes, Joseph K, coll. « Temps noir », 2007, 1086 p. (ISBN 978-2-910-68645-1, OCLC 315873361), p. 780-781.